# 御連枝
御連枝（ごれんし）は、貴人の兄弟を指した敬称。根幹を同じくする枝々が連なっている様子を表した「連枝」がその語源。

## 概要
広義には、天皇家・将軍家・大名家など高貴な支配階級の顕職を世襲する権門において、当主の兄弟のうち仏門に入らずに特に取り立てられて一家を興した者、およびその者を祖とする家系をいう。天皇家からの宮家、徳川将軍家からの御三家・御両典・御三卿、藩主家からの支藩家などがこれにあたる。いずれの場合も、本家筋に嗣子を欠く場合にはそれを継承することもあり得る存在として知られた。
狭義には、江戸時代に御三家からさらに分家して立藩した親藩大名家を指して特にこう呼ぶことがあった。

## 一覧
- 尾張徳川家（名古屋藩）連枝
  - 大窪松平家（梁川松平家） - 第2代藩主徳川光友の庶長子松平義昌を新封（陸奥梁川藩）
  - 四谷松平家（高須松平家） - 第2代藩主徳川光友の次男松平義行を新封（信濃高井藩 → 美濃高須藩）
  - 川田窪松平家 - 第2代藩主徳川光友の十一男松平友著を内分分知

- 紀伊徳川家（和歌山藩）連枝
  - 西条松平家 - 初代藩主徳川頼宣の三男松平頼純を新封（伊予西条藩）
  - 高森松平家 - 第2代藩主徳川光貞の三男松平頼職を新封（越前高森藩）
  - 葛野松平家 - 第2代藩主徳川光貞の四男松平頼方を新封（越前葛野藩）

- 水戸徳川家（水戸藩）連枝
  - 高松松平家 - 初代藩主徳川頼房の庶長子松平頼重を新封（常陸下館藩 → 讃岐高松藩）
  - 守山松平家 - 初代藩主徳川頼房の四男松平頼元を分封（常陸額田藩 → 陸奥守山藩）
  - 石岡松平家 - 初代藩主徳川頼房の五男松平頼隆を分封（常陸保内藩 → 常陸府中藩）
  - 宍戸松平家 - 初代藩主徳川頼房の七男松平頼雄を分封（常陸宍戸藩）

## その他
またこれとは別に、浄土真宗では東西本願寺の門主に連なる家系の一族・一家衆のことを特にこう呼ぶことがあった。